# 南石下站
南石下站（日语：／ Minami-Ishige eki */?）是位於茨城縣常總市大房742番4號，關東鐵道的常總線車站。

## 概要
此站位於常總市（舊·石下町）南部位置。

### 在此站行走的運行形態
- 上行（水海道、守谷、取手方向）
  - 日間每小時設有2班普通列車（前往取手，部分前往守谷）停靠。部分列車可在水海道轉乘另一架前往取手[注釋 1][3]。
- 下行（石下、下妻、下館方向）
  - 日間每小時設有2班普通列車（前往下館）停靠，晚間設有前往下妻的班次[3]。

## 歷史
- 1931年（昭和6年）11月5日 - 常總鐵道（日语：常総鉄道）車站啟用[1]。
- 1945年（昭和20年）3月30日 - 與筑波鐵道（第一代）（日语：筑波鉄道 (初代)）合併，成為常總筑波鐵道（日语：常総筑波鉄道）車站[1]。
- 1965年（昭和40年）6月1日 - 與鹿島參宮鐵道（日语：鹿島参宮鉄道）合併，成為關東鐵道車站[1]。
- 2009年（平成21年）3月14日 - 此站可以使用IC卡PASMO[1]。

## 車站構造

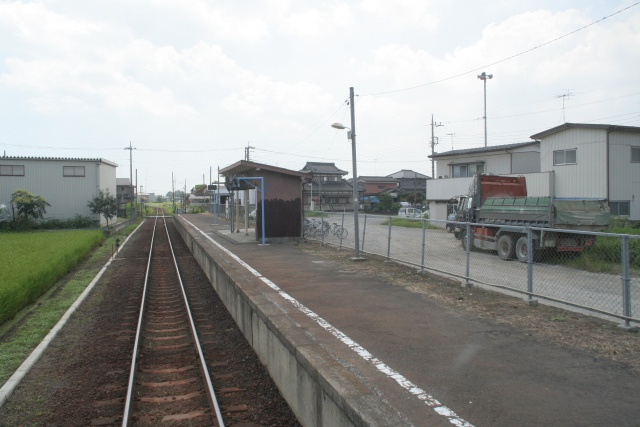
月台（2007年8月12日）

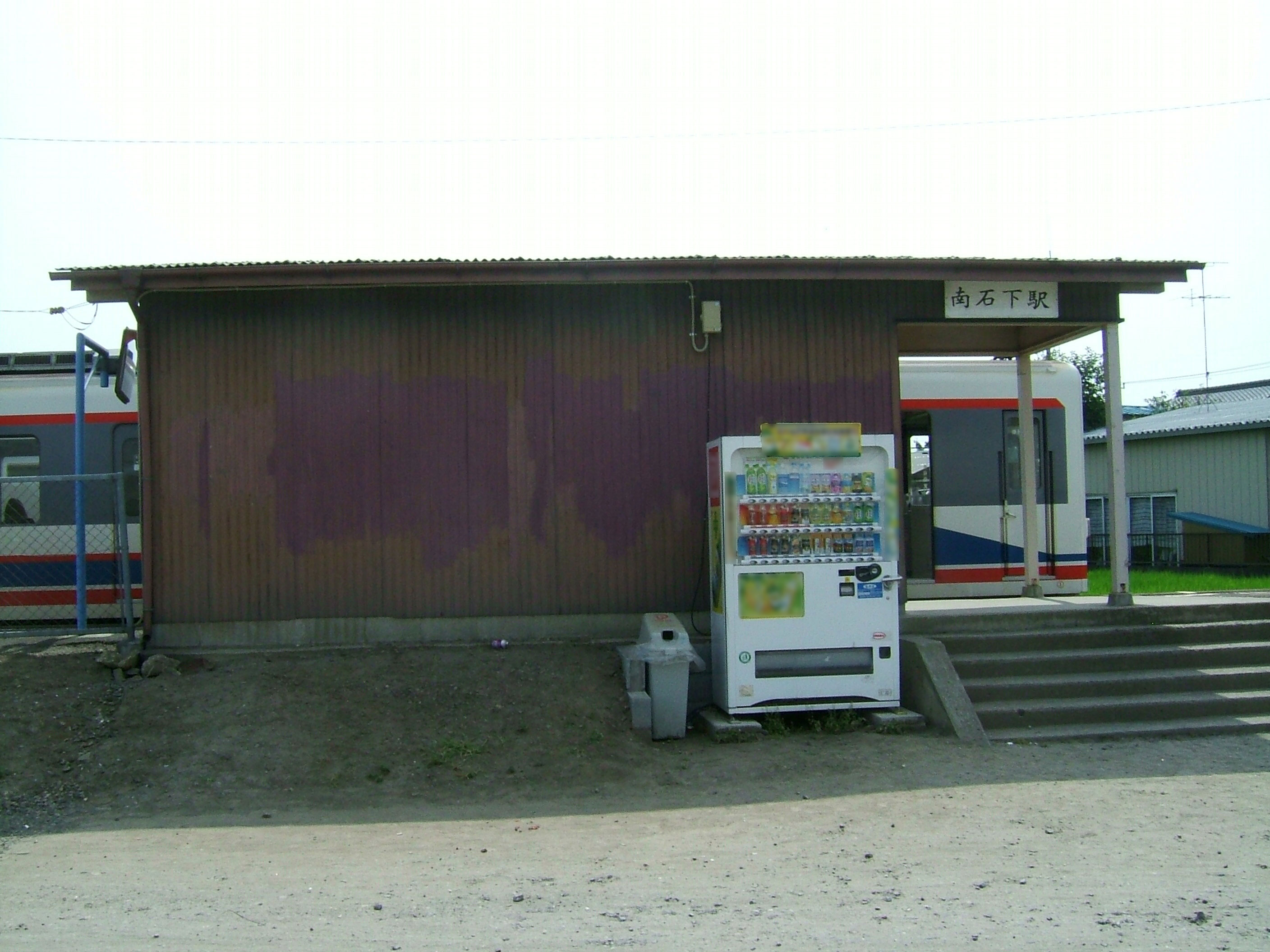
車站出入口

此站是地面車站，設有1面1線的單式月台。此站是無人車站，沒有車站大樓。
此站設有候車室和自動販賣機。車站設置了簡易PASMO閘機（支援自動增值）。

## 使用狀況
以下為近年乘車人次變化。
| 乘車人員變化 | 乘車人員變化 |
| 年度         | 1日平均人次  |
| ------------ | ------------ |
| 2005         | 109          |
| 2006         | 101          |
| 2007         | 104          |
| 2008         | 104          |
| 2009         | 89           |
| 2010         | 75           |
| 2011         | 83           |
| 2012         | 109          |
| 2013         | 103          |
| 2014         | 109          |
| 2015         | 112          |
| 2016         | 123          |
| 2017         | 120          |
| 2018         | 136          |

## 車站周邊
車站附近設有住宅和農地區域。
- 茨城縣立石下紫峰高等學校（日语：茨城県立石下紫峰高等学校）

## 相鄰車站
關東鐵道
■常總線
快速
通過
普通
三妻－南石下－石下

## 注腳

## 外部連結
- 南石下站 | 車站案內 （页面存档备份，存于）（日語） - 關東鐵道